# Invasione luso-brasiliana
L'invasione luso-brasiliana, anche conosciuta come invasione portoghese del 1816, guerra contro Artigas (in Brasile) o seconda invasione portoghese del 1816, fu l'insieme delle operazioni militari succedutesi tra il 1816 e il 1820 in seguito all'invasione da parte dell'esercito allestito dal Regno Unito di Portogallo, Brasile e Algarve del territorio della Provincia Orientale del Río de la Plata, che sarebbe divenuta in futuro la Repubblica Orientale dell'Uruguay, e di una parte della regione argentina compresa tra i fiumi Uruguay e Paraná (la cosiddetta "Mesopotamia argentina"); il conflitto fu esteso al sud del Brasile, e precisamente al Rio Grande do Sul, dal contrattacco organizzato dalle milizie orientali, che si opponevano all'invasione. La guerra ebbe come risultato l'annessione della Banda Oriental, il territorio a est del fiume Uruguay, al Regno del Brasile con il nome di Provincia Cisplatina.
I contendenti furono da un lato le milizie della Banda Oriental allestite dagli esponenti locali che si riconoscevano nella linea politica del caudillo José Gervasio Artigas, coadiuvate da alcuni capi politici e militari di altre province che componevano la Liga Federal e che scelsero di seguirlo, come Andrés Guazurary; dall'altro lato combatterono le truppe regolari luso-brasiliane, comandate da Carlos Frederico Lecor.
Sul fronte marittimo, il conflitto si allargò oltre il Río de la Plata e il litorale argentino per estendersi in maniera globale, dal momento che i corsari fedeli ad Artigas perseguirono le imbarcazioni portoghesi e spagnole in Europa, in Africa e nei Caraibi.
Riguardo all'invasione luso-brasiliana esistono poche fonti di informazione, in confronto a quelle reperibili su altri temi storici regionali. Ciò si deve principalmente al disinteresse nei confronti di questa guerra da parte dei fondatori della storiografia uruguaiana (Juan Zorrilla de San Martín, Francisco Bauzá, etc.), intenti a creare un'apoteosi della figura di Artigas, e a quello degli storici contemporanei, per la maggior parte dei quali il periodo di dominazione portoghese e brasiliana dell'Uruguay rappresenta una zona d'ombra tra l'epoca coloniale e il raggiungimento dell'indipendenza.

## Cause della guerra

Il planisfero di Cantino, del 1502, che mostra la linea di separazione tra possedimenti spagnoli e portoghesi sancita dal trattato di Tordesillas. La regione del Río de la Plata, in quanto prossima a tale linea, fu zona di alta conflittualità nel corso dei secoli.

I motivi che portarono il re del Portogallo Giovanni VI di Braganza, insediatosi dal 1808 a Rio de Janeiro, a lanciarsi alla conquista della Banda Oriental possono essere suddivisi in generali e circostanziali.
Tra i primi spicca l'antica aspirazione portoghese a portare i confini brasiliani fino al Río de la Plata, sostenendo che tale situazione fosse prevista dal trattato di Tordesillas, per mezzo del quale Spagna e Portogallo si erano divisi il mondo nel 1494. Per questa ragione il Río de la Plata fu teatro di cruenti scontri nel corso dei secoli, anche dopo che le colonie americane riuscirono a rendersi indipendenti dalle potenze europee. Lo storico argentino Liborio Justo definì “atavico” tale conflitto e Ramón José Cárcano affermò che la rivalità tra spagnoli e portoghesi si protrasse nella regione per tre secoli, dall'epoca della scoperta fino al periodo delle dittature militari.
La zona risultava strategica per essere lo sbocco di un enorme bacino idrografico, uno dei più grandi del mondo, che si spinge fino al cuore dell'America del Sud, dalle ricche miniere di Potosí, nell'attuale Bolivia, al Paraguay, al Mato Grosso e fino a San Paolo. Inoltre, la Banda Oriental tra il XVIII e gli inizi del XIX secolo era una zona di importanti risorse agricole nella quale, in quelle che erano state le antiche vaquerías, si produceva il tasajo, un taglio di carne bovina che, salato, costituiva l'alimento base degli schiavi di origine africana che rappresentavano la base dell'economia brasiliana.
Seguendo questa linea storica conflittuale, nel 1536 Buenos Aires fu fondata con il fine di impedire che i portoghesi risalissero il Río de la Plata. Durante il periodo in cui il regno di Portogallo fu integrato nell'Unione iberica, tra il 1580 e il 1640, si allentarono le precauzioni spagnole per difendere le mal definite frontiere tra i due regni, circostanza della quale approfittò il Portogallo per estendere il territorio brasiliano a ovest e a sud.

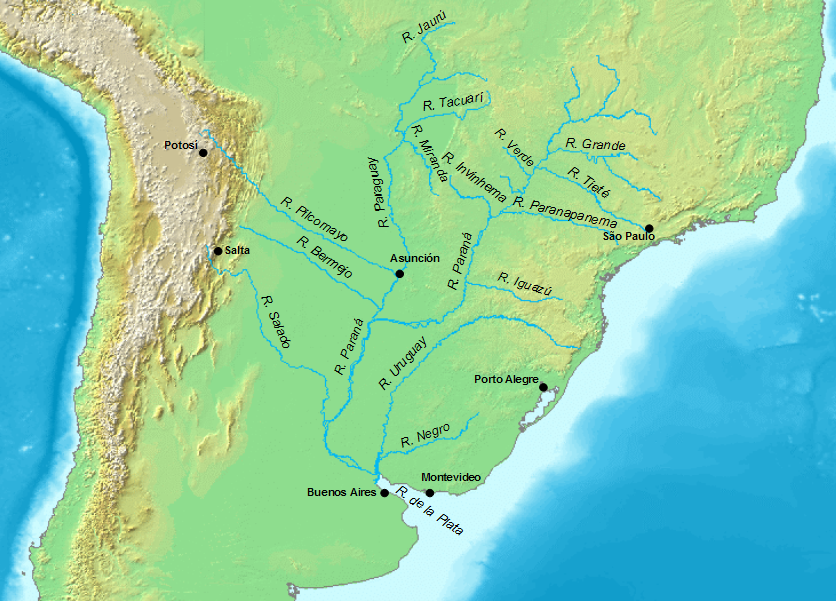
Il bacino idrografico del Río de la Plata.

Nel 1680 il Regno del Portogallo fondò Colonia del Sacramento, primo insediamento nell'attuale territorio dell'Uruguay, esattamente di fronte a Buenos Aires, sulla sponda settentrionale del Río de la Plata. Da quel momento si susseguirono diversi scontri e accordi precari tra portoghesi e spagnoli nella Banda Oriental e nel territorio di Misiones, conosciuti come “guerre del Río de la Plata”.
Il Portogallo sfruttò anche a suo vantaggio le particolari circostanze politiche verificatesi a partire dall'invasione napoleonica della Spagna nel 1808, presentando la principessa Carlotta Gioacchina, moglie di Giovanni VI e sorella di Ferdinando VII, il re spagnolo prigioniero di Napoleone, come la migliore alternativa per preservare gli interessi della corona spagnola. Tuttavia la lotta comune contro il Bonaparte, che dalla Spagna voleva invadere il Portogallo a causa della mancata adesione al blocco continentale, fece rinviare per motivi di opportunità il progetto di occupazione delle colonie spagnole.
Antecedenti diretti dell'invasione furono l'occupazione della parte orientale di Misiones compiuta dalle truppe portoghesi nel 1801, sotto il comando del bandeirante José Francisco Borges do Canto e i tentativi di instaurare un protettorato durante la crisi del 1808. Quest'ultima si verificò quando il governatore di Montevideo, Francisco Javier de Elío, entrò in conflitto con il viceré del Río de la Plata, Santiago de Liniers, e arrivò alla rottura politica e alla costituzione di una nuova giunta in città il 21 settembre. La monarchia portoghese approfittò della situazione e inviò il militare e diplomatico Joaquim Xavier Curado ad offrire l'accettazione di un protettorato nella Banda Oriental, con la scusa di preservarla da un viceré visto con sospetto per le sue origini francesi. Al principio Elío rifiutò l'offerta, ma il susseguirsi degli avvenimenti, a partire dalla rivoluzione di Maggio del 1810 a Buenos Aires, permise ai portoghesi in due occasioni di tentare l'occupazione armata del territorio orientale. Le due occasioni si manifestarono nel 1811 e nel 1816.
L'invasione portoghese del 1811 fu conseguenza di una richiesta inoltrata da Francisco Javier de Elío, divenuto viceré del Río de la Plata, per intervenire contro i rivoluzionari. Questa invasione fu messa in atto nel contesto della rivoluzione di Maggio, quando Elío aveva spostato a Montevideo la capitale del vicereame. La rivoluzione era però riuscita a raggiungere la Banda Oriental: José Artigas e José Rondeau comandavano le truppe ribelli che, a seguito della vittoria nella battaglia di Las Piedras, posero d'assedio Montevideo il 21 maggio 1811. Nonostante fosse accerchiato e in difficoltà, Elío riuscì a bloccare con la flotta navale fedele alla Spagna il porto di Buenos Aires e chiamò in suo aiuto i portoghesi. Un mese dopo, in luglio, partì da Rio de Janeiro, diretta a sud, una spedizione militare di 4000 uomini al comando del generale Diego de Souza. Sconfitto in Paraguay e in Alto Perù e con i propri commerci resi impossibili dal blocco navale, il governo rivoluzionario di Buenos Aires cercò a partire da agosto un accordo con Montevideo per ottenere la fine del blocco e il ritiro dei portoghesi. Gli abitanti della Banda Oriental fedeli ad Artigas rifiutarono l'armistizio, che li consegnava nelle mani del nemico, e seguirono il loro capo politico nel corso di un vero e proprio esodo di massa. Le truppe portoghesi non abbandonarono il territorio orientale fino all'agosto del 1812, quando, con la mediazione del governo britannico, l'accordo Rademaker-Herrera pose temporaneamente fine alle ostilità.
Nel 1816, la situazione di guerra tra il movimento federale e Buenos Aires (che in pratica assicurava quanto meno la neutralità di quest'ultima in caso di occupazione della Banda Oriental, culla della rivolta) e il clima di restaurazione in Europa, che negava alle colonie il diritto di rendersi indipendenti dalle monarchie titolari (che giustificava il Portogallo ad intervenire contro i rivoluzionari anti-spagnoli), risultarono circostanze favorevoli alla realizzazione dell'antico obbiettivo portoghese.

La famiglia reale che nel 1808 era emigrata a Rio de Janeiro fuggendo dall'invasione francese non aveva più niente a che vedere con la corte orgogliosa che nel 1816 preoccupava l'Inghilterra per le sue mire espansionistiche. Le infinite possibilità del ricco territorio brasiliano, lo sviluppo economico prodotto dall'apertura dei porti della colonia al commercio internazionale, avvenuta nel 1808, e la distanza dai conflitti europei provocarono nella direzione politica portoghese un'idea audace: convertire il Brasile nel centro di decisione del regno e nella sede permanente delle sue autorità. Questa idea fu presa in seria considerazione dal re in particolar modo dopo la morte, nel 1816, della madre, la regina Maria, affetta da tempo da malattia mentale. Il principe reggente Giovanni salì formalmente al trono con il nome di Giovanni VI; il nuovo monarca fece delle vicende americane il centro della sua politica. Il Brasile sembrava promettere ai Braganza un futuro che il piccolo Portogallo non avrebbe potuto offrire.

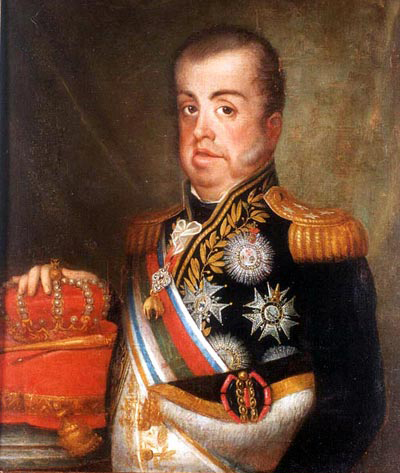
Giovanni VI del Portogallo.

Già il 16 dicembre 1815 un decreto aveva trasformato il Regno del Portogallo in Regno Unito di Portogallo, Brasile e Algarve; il Brasile cessava così di essere una colonia e, con il nome di Regno del Brasile, diventava parte integrante dello stato. La politica espansiva si accentuò e l'idea di un impero brasiliano fu incoraggiata e supportata. Questa politica non coincideva con i piani dell'Inghilterra, e ad essa si oppose l'ambasciatore britannico Lord Strangford, che in precedenza aveva avuto una grande influenza sul governo portoghese. Le proteste arrivarono al loro culmine quando lo stesso re chiese a Londra, nell'aprile del 1815, la sostituzione del diplomatico, ottenendola immediatamente. Questi fatti non alterarono l'antica dipendenza del Portogallo, e in seguito del Brasile imperiale, dalla politica economica dell'Impero Britannico; la relativa emancipazione di Giovanni VI nei confronti della potenza britannica, che fino a quel momento aveva controllato da vicino la politica portoghese, gli permise di mettere in atto il progetto di invadere e annettere la Provincia Orientale. Particolare interesse nel progetto avevano i grandi proprietari terrieri del Rio Grande do Sul, che da una parte aspiravano al controllo del porto di Montevideo come sbocco alla propria attività commerciale, mentre dall'altra erano preoccupati dalle riforme agrarie attuate da Artigas, secondo le quali si stabiliva la facoltà di confisca delle terre appartenenti ai nemici della rivoluzione e la loro distribuzione al proletariato rurale secondo la consegna che “i più infelici saranno i più privilegiati”. Inoltre, all'interno del caos imperante nelle Province Unite del Río de la Plata, il radicalismo di Artigas rendeva la Provincia Orientale un pericoloso centro di diffusione di idee federaliste e repubblicane. Non è un caso, dunque, che quelli che in futuro saranno i più importanti capi del separatismo riograndense nella guerra dei Farrapos, come Bento Gonçalves da Silva e Bento Manuel Ribeiro abbiano avuto un ruolo di primo piano nell'invasione.
Infine, gli immigrati spagnoli e americani che si erano rifugiati in Brasile persuasero anch'essi il re portoghese e brasiliano Giovanni VI ad intraprendere una campagna militare nella Provincia Orientale con l'obbiettivo di conquistarla. Gaspar de Vigodet, ultimo governatore spagnolo di Montevideo, e il frate Cirilo Alameda promossero l'avventura con la speranza che, una volta ottenuta la vittoria, il Portogallo avrebbe restituito i territori conquistati alla corona spagnola. I rivoluzionari unitari di Buenos Aires esiliati in seguito all'ammutinamento federalista del 1815, capeggiati da Carlos María de Alvear, speravano nella sconfitta di Artigas e fornivano ai luso-brasiliani informazioni utili per i loro piani di guerra; gli stessi orientali contrari all'operato di Artigas si mossero in tal senso. Particolare importanza ebbe Nicolás Herrera, che riuniva nella sua persona il doppio ruolo di orientale contrario ad Artigas e di segretario del governo Alvear rovesciato nel 1815; le sue conoscenze in merito alla geografia e alla realtà politica e la relazioni da lui consegnate ai portoghesi indicanti le forze militari di cui disponeva la Provincia Orientale ebbero notevole importanza. Grazie alle informazioni di cui era in possesso, ad Herrera fu affidato il ruolo di segretario del generale Lecor, incaricato di dirigere l'invasione.

### La complicità del Direttorio unitario argentino
Il principale inconveniente della campagna militare consisteva nella possibilità che il governo delle Province Unite del Río de la Plata intervenisse in difesa di quello che formalmente era un territorio che gli apparteneva fin dalle origini; al Portogallo infatti non conveniva iniziare una guerra il cui esito sarebbe stato incerto. Secondo gli storici uruguaiani Washington Reyes Abadie, Oscar H. Bruschera e Tabaré Melogno, e l'argentino Raúl Scalabrini Ortiz, la sicurezza della neutralità fu garantita in primo luogo da Manuel José García, inviato delle Province Unite presso la corte reale portoghese a Rio de Janeiro, per evitare un eventuale appoggio di questa all'impero spagnolo, che in quel periodo era impegnato in una campagna volta al recupero delle colonie americane che si erano rese indipendenti. Nella sua corrispondenza, García esprime l'augurio che il governo brasiliano riesca ad estirpare il contagio federalista e afferma che l'invasione possa entrare negli interessi di entrambe le potenze regionali.
Quanto al ruolo di Juan Martín de Pueyrredón, che assunse la carica di Direttore Supremo nel 1816, lo storico uruguaiano Lincoln Maiztegui Casas asserisce che questi, pur differenziandosi dal gruppo degli unitaristi radicali al quale apparteneva García, riteneva che il governo unitario non sarebbe stato in grado di sconfiggere da solo il rapido estendersi del movimento federale nelle province; come i precedenti governanti di Buenos Aires, Pueyrredón vedeva di buon occhio un'eventuale sconfitta di Artigas, considerato alla stregua di un barbaro. L'atteggiamento del Direttore Supremo nei confronti dell'invasione rimase ambiguo, rispondendo da un lato agli sviluppi positivi che essa poteva portare nella lotta contro i movimenti federalisti del litorale argentino, e dall'altro lato a un'opinione pubblica che si opponeva decisamente alla perdita della Provincia Orientale e alla paventata creazione in suo luogo di un piccolo stato indipendente, propugnata dagli interessi britannici nell'area.
Alla fine Pueyrredón collaborò con l'invasione, non solo perché non dichiarò guerra ai luso-brasiliani di fronte all'occupazione di una parte del paese che governava, ma anche perché attaccò le province della Liga Federal, che non poterono collaborare alla difesa del territorio orientale allestita da Artigas. D'altra parte, l'intransigenza di Artigas, che negò sempre di riconoscere l'autorità di Buenos Aires, portò al Direttore Supremo la convinzione che non fosse possibile trovare un accordo con il caudillo orientale.
Nei primi momenti dell'invasione, Pueyrredón mandò un suo emissario, Nicolás de Vedia, ad incontrare Lecor, chiedendogli di assicurarsi che l'invasione non sarebbe proseguita a Entre Ríos e lasciando nel contempo disposizione al suo inviato di osservare durante i colloqui una stretta neutralità; Vedia tornò a Buenos Aires con la promessa che le truppe portoghesi non sarebbero andate oltre la Provincia Orientale, ottenuta dalle sue conversazioni con Nicolás Herrera. In seguito Pueyrredón inviò armi e forniture di guerra ad Artigas, sebbene di scarso volume, emise un prestito per spese militari e costituì una commissione di guerra incaricata di valutare e organizzare il possibile conflitto.

## Piani di guerra

### Piano militare delle truppe luso-brasiliane
L'esercito luso-brasiliano poteva contare in totale tra i 10000 e i 12000 uomini, ottimamente armati e disciplinati, veterani delle guerre napoleoniche; aveva inoltre un rodato servizio di spionaggio, che gli permise di conoscere con precisione le principali mosse di Artigas, e una cura rigorosa di ogni dettaglio, con un servizio sanitario composto da 30 medici. Le truppe cominciarono a concentrarsi a Rio de Janeiro nel marzo del 1816; il corpo di spedizione era agli ordini del generale Carlos Frederico Lecor. Il 13 maggio 1816, giorno del suo compleanno, il re Giovanni VI passò in rassegna con orgoglio e stupore le truppe destinate all'invasione.
Il piano delle operazioni prevedeva l'invasione della Banda Oriental e della regione compresa tra i fiumi Paraná e Uruguay.
Le istruzioni date dal re a Lecor il 4 giugno 1816, sottoscritte dal marchese di Aguilar, sono particolarmente illustrative per conoscere i moventi e i propositi dell'azione portoghese nella Provincia Orientale e nei territori rioplatensi. Lecor ricevette disposizione che, pur avendo la forza necessaria per battere Artigas, sarebbe stato conveniente “dare prova di umanità”, e gli si concesse il potere di trattare con il capo orientale sulla base di alcune condizioni; queste prevedevano la possibilità di accoglierlo in esilio in una città brasiliana e di permettergli di vendere i propri beni. Inoltre, gli ufficiali orientali avrebbero potuto essere ammessi nell'esercito luso-brasiliano, se lo avessero richiesto; allo stesso modo si sarebbero potuti arruolare come cadetti tutti i giovani delle famiglie di Montevideo.
In ultima istanza si raccomandò in maniera particolare di conservare la più stretta neutralità con il governo di Buenos Aires, e, nel caso fosse stato richiesto da questo, di assicurare di non voler raggiungere la sponda meridionale del Río de la Plata. Il giorno seguente il rilascio di queste istruzioni, il 5 giugno 1816, Giovanni VI nominò Lecor governatore e capitano generale di Montevideo; nei disegni della corte portoghese, dunque, il porto avrebbe dovuto assumere un governo separato da quello del restante territorio occupato.

#### Le divisioni luso-brasiliane
La preparazione dell'invasione cominciò alla metà del 1815. Il primo passo fu quello di spostare in Brasile la divisione dei Volontari Reali (Divisão de Voluntarios Reais do Principe), che rappresentava il corpo d'elite destinato alle operazioni e che era comandata dallo stesso Lecor. Nella divisione operava come consigliere l'inglese William Carr Beresford, promosso al grado di maresciallo dal principe reggente, ed era composta da due brigate, comandate da Jorge de Avillez Zuzarte e Francisco Homen de Magalhães Pizarro; ogni brigata era costituita da due battaglioni di cacciatori, tre squadroni di cavalleria e un parco d'artiglieria. La divisione contava in totale 6000 unità. Lecor trasferì via terra i suoi uomini fino a Porto Alegre, dove mise a punto un nuovo piano con il Capitano Generale di Rio Grande do Sul, il marchese di Alegrete. Secondo questo ordine d'operazioni lo stesso Lecor, al comando del suo corpo d'elite, avrebbe dovuto marciare lungo il litorale atlantico in direzione di Maldonado e Montevideo, fiancheggiato dalla squadra navale, comandata dal conte di Viana.
La divisione del generale Bernardo Silveira avrebbe dovuto invadere Cerro Largo avendo come obbiettivo finale Paysandú e il compito di proteggere il lato destro di Lecor; la sua forza era composta da 2000 uomini, tra i quali figuravano alcuni Volontari Reali e 800 miliziani di cavalleria riograndense.
Il tenente colonnello Abreu, al comando di 650 uomini, si sarebbe occupato con il brigadiere Chagas del territorio di Misiones. Il maggiore Jardim ricevette il compito di assicurare le comunicazioni tra questi due ultimi capi e di vigilare sulle tribù indigene dei Charrúa e dei Minuán.
Da ultimo, una nutrita riserva di 2000 uomini e 11 pezzi d'artiglieria, al comando di Joaquim Xavier Curado, sarebbe rimasta a Ibirapuiá Chico, pronta a muovere in appoggio di qualunque contingente.
Le maggiori difficoltà del piano erano costituite dalle enormi distanze presenti tra le diverse colonne dell'esercito, che potevano creare problemi di approvvigionamento e di collegamento. Per questo motivo era fondamentale riuscire a tenere fuori dal conflitto Buenos Aires e conquistare nel modo più celere possibile la piazza di Montevideo, trasformandola in un'efficiente base per le operazioni militari contro la resistenza.

### Il piano di Artigas
Artigas venne a conoscenza dei piani portoghesi nei primi giorni del 1816. Il caudillo già intuiva i propositi di invasione grazie a varie lettere da lui intercettate; dopo essere entrato in possesso di un'importante missiva proveniente da Rio de Janeiro avvertì immediatamente il capo militare della regione di Misiones, Andrés Guazurary. A questi inviò l'11 gennaio, lo stesso giorno nel quale metteva in allarme il suo uomo a Montevideo, istruzioni nelle quali avvisava della certezza dei preparativi in corso e chiedeva di impedire il passaggio della frontiera a qualunque portoghese. Le indicazioni chiedevano inoltre a Guazurary di abbandonare Candelaria, lasciandovi una guarnigione per controllare eventuali movimenti dal Paraguay, e raggiungere Santo Tomé, dove sarebbe stato più facile difendere la zona nel caso di un'eventuale invasione portoghese. Due giorni dopo diffuse la notizia a tutte le autorità della Provincia Orientale, avvertendole della necessità di dover combattere l'invasore fino all'ultima goccia di sangue.
Il capo orientale attuò rapidamente una serie di misure preventive, che andarono intensificandosi nei mesi successivi. Vennero organizzati corpi di cavalleria, furono dislocate guarnigioni in posti strategici e fu disposta la requisizione di armi e munizioni; si ordinò la fabbricazione di polvere da sparo e furono permesse l'interrogazione degli individui sospetti e la fucilazione dei cospiratori. Fu disposto l'invio di armi ed equipaggiamenti militari nell'accampamento di Purificación del Hervidero, che avrebbe dovuto diventare il quartier generale della resistenza all'esercito invasore.
Quando ebbe la certezza dell'invasione, Artigas concepì un audace piano strategico, consistente nel forzare il fiume Uruguay a monte dell'affluente Ibicuy e portare la guerra nel territorio brasiliano, con lo scopo di tagliare le comunicazioni e isolare l'avanguardia dalla riserva e dagli approvvigionamenti. I colpi più rapidi e forti avrebbero dovuto essere portati dal territorio di Misiones, in modo da rendere difficile l'avanzata verso Montevideo. Le truppe di Fructuoso Rivera e Fernando Otorgués si sarebbero occupate di sbarrare la strada più probabile, quella di Cerro Largo e Melo, mentre allo stesso Artigas sarebbe spettato il compito di comandare il contrattacco al quartier generale portoghese nel Rio Grande do Sul.

#### Organizzazione militare delle truppe di Artigas

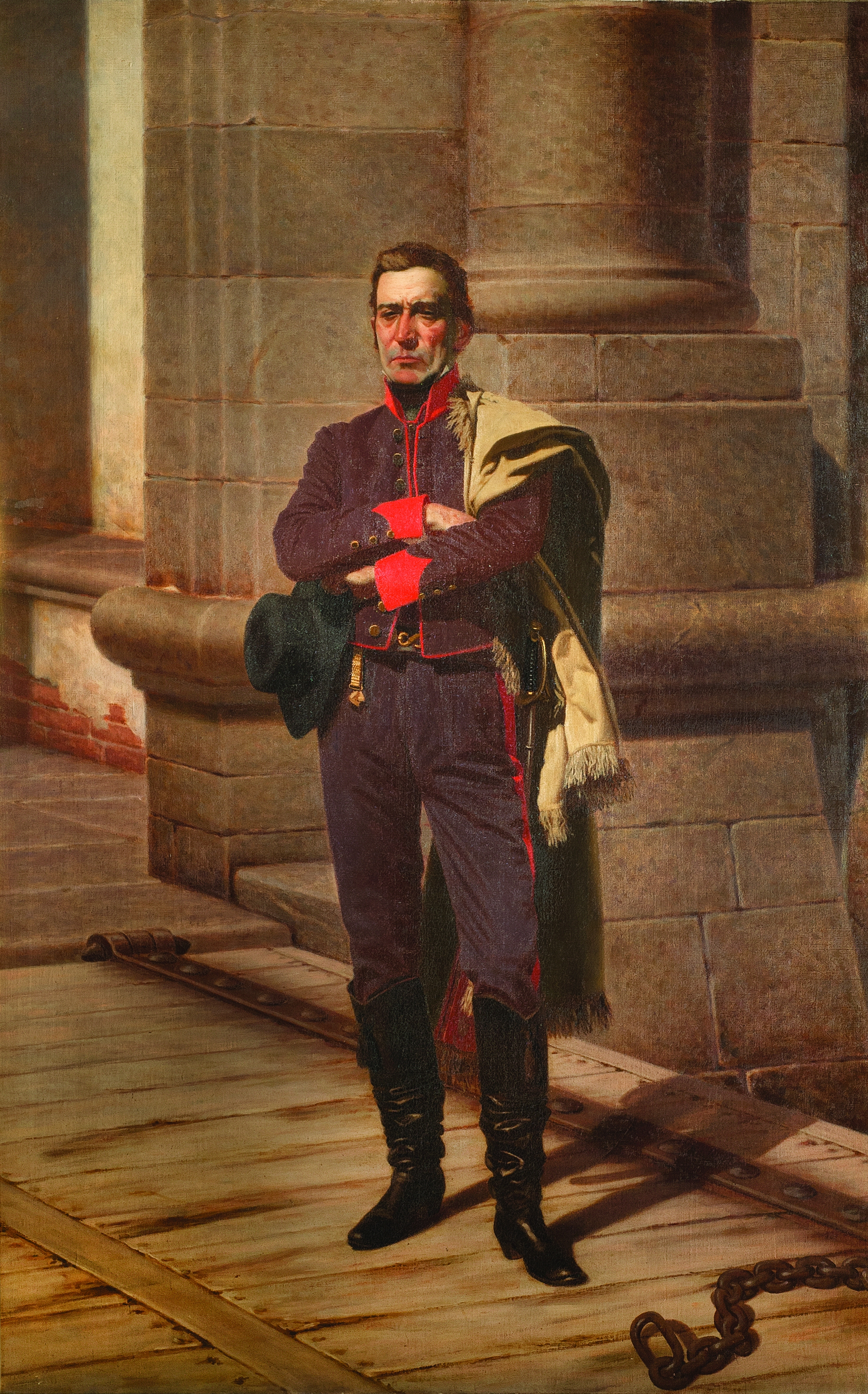
Artigas en la Ciudadela (1884). Opera di Juan Manuel Blanes.

Artigas frazionò il territorio della Banda oriental in cinque zone militari, ponendo un generale al comando di ciascuna di esse; i comandanti erano rispettivamente il fratello Manuel Francisco Artigas, Tomás García de Zúñiga, Ángel Núñez, Pedro Fuentes e Miguel Gadea. Il caudillo orientale contava su una forza compresa tra i 6000 e gli 8000 uomini armati, anche se alcuni elevano la cifra a 9000 o 10000, nella loro maggioranza miliziani, buoni guerriglieri ma privi di disciplina e precariamente armati. Possedevano una nutrita cavalleria ma scarsa fanteria; nella cifra sono compresi 3000 indios guaraní.
Seppure si trovasse in un contesto difensivo, Artigas elaborò un piano strategico offensivo, cercando di portare la guerra nel territorio nemico e di colpire i luso-brasiliani nel loro punto più debole: le linee di comunicazione. All'azione offensiva nel nord affiancò una strategia difensiva elastica nel sud della Banda Oriental.
Lo schieramento del caudillo orientale prevedeva l'allestimento di tre divisioni. Quella più a nord, comandata dal figlio adottivo Andrés Guazurary, popolarmente chiamato Andresito, era schierata sulla sponda destra del fiume Uruguay, a nord del Río Cuareim, ed era composta da una colonna di soldati provenienti da Entre Ríos, guidata da Pantaleón Sotelo, e da quella dello stesso Guazurary. La divisione centrale, stanziata nei pressi di Purificación del Hervidero, era costituita da una colonna d'avanguardia di 3400 uomini al comando di Andrés Latorre e da una riserva che doveva fungere da appoggio alla prima, guidata da José Gervasio Artigas. La terza divisione aveva il compito di ostacolare l'avanzata luso-brasiliana; era composta dalla colonna di Fructuoso Rivera, posta a difesa di Maldonado, e da quella di Fernando Otorgués, stanziata più all'interno, nella zona di Melo.

## Sviluppo delle azioni belliche terrestri

### 1816
Le ostilità cominciarono il 28 agosto, quando l'avanguardia dell'esercito di Carlos Frederico Lecor, al comando del maresciallo Sebastião Pinto de Araújo Correia, occupò la fortezza di Santa Teresa, avvertendo con un proclama che “i generali portoghesi avevano istruzione di trattare gli orientali come i propri figli”.

#### Fronte nord
Iniziata l'invasione, Artigas mise in atto il suo piano, che prevedeva che Guazurary riconquistasse il territorio orientale di Misiones, occupato da anni dai portoghesi, puntando verso l'antica riduzione di San Francisco Borja; nel frattempo l'alfiere Pantaleón Sotelo, al comando del contingente proveniente da Entre Ríos, avrebbe dovuto cercare un punto per attraversare più a valle l'Uruguay con l'obbiettivo di portargli appoggio. Il 12 settembre Guazurary attraversò il fiume, innescando le prime scaramucce; il giorno seguente e il 16 settembre ottenne due piccoli successi che gli aprirono la strada per San Borja, quartier generale di Francisco das Chagas Santos, che divenne da questo momento il suo diretto avversario nel conflitto.
Incaricato di guidare la riserva, il comandante portoghese Joaquim Xavier Curado inviò una colonna agli ordini del tenente colonnello José de Abreu per impedire che le forze di Sotelo si unissero con quelle di Andresito Guazurary, mentre un'altra sua pattuglia, guidata da Alejandro Queiró, fu costretta a ritirarsi dopo aver incontrato l'avanguardia di Artigas in quella che fu posteriormente chiamata battaglia di Santa Ana.
Sotelo attraversò l'Uruguay, ma fu attaccato di sorpresa il 21 settembre da Abreu, che lo respinse; lo stesso giorno, Guazurary cinse d'assedio San Borja. Un secondo tentativo di attraversare il fiume più a monte da parte di Sotelo fu respinto nuovamente, mentre il 3 ottobre Andresito attaccò a San Borja; le forze luso-brasiliane di Chagas, aiutate dall'arrivo di Abreu, lo sconfissero in quella che fu chiamata battaglia di San Borja, costringendolo a ritirarsi anch'esso sulla sponda occidentale dell'Uruguay. Il 19 ottobre, João de Deus Mena Barreto intercettò José Antonio Berdún, che al comando di 700 uomini cercava di portare aiuto a Guazurary e Sotelo, e lo sconfisse nella sanguinosa battaglia di Ibirocahy.
Con tutti i suoi uomini sconfitti, Artigas si apprestava ad essere attaccato anch'esso. Curado gli inviò contro Joaquim de Oliveira Álvares, che il 27 ottobre lo sconfisse nella battaglia di Carumbé; dopo aver perso 500 uomini nello scontro, il caudillo orientale fu costretto a ritirarsi sul fiume Arapey per riorganizzare le sue forze. In soli 36 giorni le truppe luso-brasiliane riuscirono così ad arrestare le manovre offensive di Artigas sul fronte settentrionale, impedendo in tal modo l'unione delle forze orientali e il successo di un piano intelligentemente concepito.

#### La missione Durán-Giró
Al verificarsi dell'invasione, il governatore di Montevideo Miguel Barreiro cercò aiuto presso Pueyrredón, dal momento che, al di là dello scontro politico con Artigas, il territorio della Banda Oriental apparteneva formalmente alle Province Unite del Río de la Plata. Il Direttore Supremo si disse disposto a inviare aiuti consistenti in cambio del riconoscimento del potere centrale di Buenos Aires e dell'adesione al Congresso di Tucumán.
Barreiro inviò due delegati, Juan José Durán e Juan Francisco Giró, a cercare un accordo; questi furono ricevuti da una giunta straordinaria nella quale figuravano le più alte cariche delle Province Unite. In essa Pueyrredón manifestò la sua volontà di intervenire, ma il consiglio si oppose a tale risoluzione; il Direttore Supremo fece quindi mettere a verbale la sua posizione contraria al parere dell'assemblea.
Durán e Giró accettarono le condizioni di Pueyrredón e firmarono l'accordo l'8 dicembre. Quando inviarono la notizia a Montevideo, tuttavia, trovarono l'opposizione di Barreiro e, soprattutto, di Artigas, che indirizzò loro una lettera infuocata nella quale li accusò di non essere stati investiti del potere di firmare un accordo simile. Il Cabildo di Montevideo tentò di riparare la situazione inviando a Buenos Aires un altro mediatore, Tomás García de Zúñiga, che ottenne solamente l'invio a Colonia del Sacramento di 300 fucili e 30000 munizioni; alla richiesta di un patto stabile in cambio della rinuncia di Artigas alle mire sulla provincia di Santa Fe il caudillo orientale non rispose.

#### Fronte sud
Mentre la controffensiva orientale falliva a nord, l'invasione proseguiva lungo il litorale atlantico. L'avanguardia luso-brasiliana, comandata da Sebastião Pinto de Araújo Correia, occupò la città di Castillos il 5 settembre 1816. Dalla sua posizione di Maldonado, Fructuoso Rivera avanzò verso est per seguire l'avanzata nemica; dopo essere uscito sconfitto da una scaramuccia al Paso de Chafalote si limitò ad osservare i movimenti dell'avanguardia luso-brasiliana, aspettando il momento opportuno per attaccarne gli elementi più arretrati.
L'avanguardia luso-brasiliana di Araújo Correia alla fine sconfisse Rivera il 19 novembre nella battaglia di India Muerta, costringendo il comandante orientale a lasciare sul terreno 250 morti, 38 prigionieri e un cannone; lo scontro costituì una violazione alle istruzioni di Artigas, che aveva ordinato di mantenere la difensiva su tale fronte. La stessa divisione portoghese fu però sconfitta l'8 dicembre nella battaglia del Sauce dal comandante orientale Gutiérrez. Due giorni prima, Fernando Otorgués aveva sconfitto un'altra pattuglia dell'esercito invasore nella battaglia di Pablo Pérez. Nonostante l'esito di questi scontri, Lecor continuò la sua marcia verso Maldonado con il grosso della spedizione.
Otorgués cercò di unire le sue forze con quelle di Rivera, per poter attaccare la divisione di Bernardo da Silveira; le divergenze tra i due comandanti orientali, però, impedirono l'attacco. Il primo si ritirò sulla linea del fiume Yí, mentre il secondo inviò Juan Antonio Lavalleja all'inseguimento di Silveira, che nel frattempo aveva occupato la città di Minas. Lavalleja approfittò delle alture circostanti per porre d'assedio il sito per 8 giorni.
Le vittorie portoghesi avevano fin qui impedito il successo del piano di Artigas, ma non avevano ancora distrutto le sue forze. Curado ordinò un ripiegamento generale per far rifiatare le sue truppe. Il caudillo orientale, invece, mandò il 9 dicembre una missiva al Cabildo di Montevideo, nella quale invitò la guarnigione ad uscire dalla città per combattere gli invasori e a raderne al suolo le mura per evitare di farne un caposaldo nemico. Quando si venne a conoscenza di tali indicazioni, le milizie civiche di Montevideo si ribellarono e imprigionarono il governatore Barreiro; la rivolta fu però soffocata da un altro corpo cittadino, formato da schiavi di origine africana (Cuerpo de Libertos). Barreiro fu liberato personalmente da Manuel Oribe e i responsabili della sollevazione furono catturati.
Alla fine del 1816, gli 8000 soldati di Artigas erano ridotti alla metà (3200 morti, quasi 400 prigionieri, 1600 fucili persi e 15000 cavalli catturati). Lecor intimò la resa agli orientali, ma Artigas rispose con rabbia che se gli fossero venuti a mancare gli uomini “avrebbe combattuto con i cani randagi”.

### 1817

#### Fronte nord

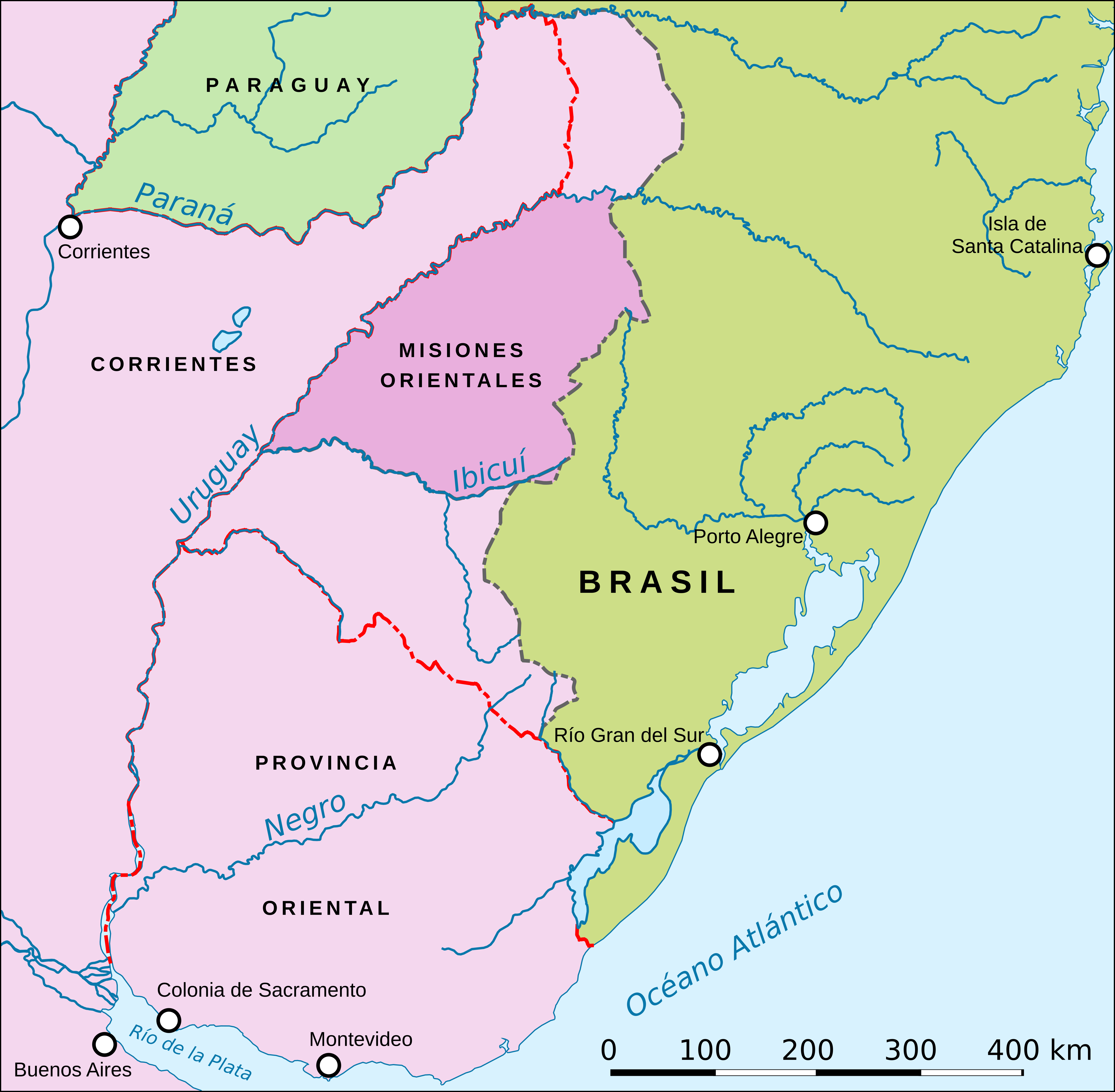
Il territorio in cui è avvenuto il conflitto. Le Misiones Orientales erano state occupate dai portoghesi a seguito del trattato di Badajoz del 1801.

Insistendo nel suo piano di portare la guerra in territorio nemico, Artigas avanzò Andrés Latorre sul Río Cuareim, mentre lui stesso si appostò ad Arapey con una riserva di 500 uomini; nello schieramento avversario, il marchese di Alegrete, che aveva rilevato Curado, riuscì ad aggirare l'avanguardia orientale. Arrivato sul torrente Catalán, Alegrete mandò una divisione di 600 uomini, al comando di Abreu, direttamente contro l'accampamento di Artigas. Il 3 gennaio 1817 i portoghesi attaccarono a sorpresa; in quella che fu in seguito chiamata battaglia di Arapey il caudillo orientale rischiò di essere catturato, e fu costretto a ritirarsi con forti perdite. Il giorno seguente, Latorre attaccò Alegrete, impegnandolo nella battaglia del Catalán; dopo una fase iniziale favorevole agli orientali, l'arrivo della cavalleria di Abreu consegnò la vittoria ai portoghesi in quello che fu lo scontro più sanguinoso di tutta la guerra. Gli orientali lasciarono sul campo di battaglia 900 morti e 290 prigionieri.
Lo stesso 4 gennaio, Alegrete ordinò a Francisco das Chagas Santos di distruggere tutti i villaggi sulla sponda sinistra del fiume Uruguay, per evitare altre invasioni; al comando di 1000 uomini, Chagas devastò la provincia di Corrientes e distrusse tutto ciò che poté.
Per un periodo di due mesi, Chagas sottomise i villaggi di entrambe le sponde dell'Uruguay a un regime di terrore che ripugnò anche molti portoghesi. Posto a difesa della regione di Misiones, Andrés Guazurary ingaggiò alcune scaramucce, per poi ritirarsi sul fiume Paraná, adempiendo in tal modo alle disposizioni di Artigas, che erano quelle di non intraprendere azioni se non si fosse stati sicuri del risultato favorevole.
A partire da marzo, “Andresito” cominciò a riconquistare i villaggi di Misiones con l'aiuto delle milizie di Corrientes, guidate dal capitano Aranda; venuto a conoscenza della situazione, Chagas invase nuovamente il territorio. Il villaggio di Apóstoles decise di resistere agli invasori; il 2 luglio arrivò in soccorso alle milizie locali lo stesso Guazurary, che sconfisse i portoghesi nella battaglia di Apóstoles, costringendoli a ripiegarsi al di fuori di Misiones.

#### La capitolazione di Montevideo
Il 4 gennaio 1817 Lecor prese la città di Maldonado, stabilendo un contatto con la flottiglia portoghese del conte di Vianna, e concordando con questi le successive azioni su Montevideo; nello stesso tempo, Silveira riuscì a liberarsi dell'assedio di Lavalleja e unì le sue forze a quelle di Lecor nel quartier generale di Pan de Azúcar. Fallita la controffensiva orientale al nord, la strada per il principale porto della regione non mostrava ostacoli ai luso-brasiliani, che disponevano di 8000 uomini contro i 600 della guarnigione che difendeva la piazza. Le milizie orientali abbandonarono la città e si unirono alle forze che Tomás García de Zúñiga aveva ammassato sul fiume Santa Lucia. La fretta con la quale si effettuarono le operazioni non consentì di demolire la mura, come aveva ordinato Artigas; la mattina del 19 gennaio gli ultimi carri attraversarono il torrente Miguelete, lasciando via libera a Lecor.
Il Cabildo offrì così la propria resa a Lecor, che rispose il giorno stesso, dichiarando che il sovrano portoghese avrebbe conservato tutti i privilegi della città, e avrebbe inoltre concesso la libertà di commercio della quale godevano gli altri porti brasiliani. Il giorno successivo, il generale prese possesso di Montevideo e ordinò di issare la bandiera portoghese su tutti gli edifici pubblici; poco dopo aprì il porto alle navi mercantili britanniche, che aspettavano impazienti nel Río de la Plata. Lecor non si sentì però al sicuro nella città: il 15 febbraio emanò un editto nel quale considerava i seguaci di Artigas “perturbatori dell'ordine pubblico” e ordinava che i loro beni fossero bruciati e le famiglie fossero imprigionate su navi da guerra.

#### Guerra di guerriglia
Successivamente alla presa di Montevideo, le truppe luso-brasiliane si trovarono a dover affrontare numerose azioni ostili al di fuori della città. Il 19 marzo furono attaccate di sorpresa al Paso de Cuello da una pattuglia guidata da Lavalleja; nell'occasione, i Volontari Reali portoghesi riuscirono ad avere la meglio sulle truppe orientali. Quattro giorni più tardi, invece, l'avanguardia luso-brasiliana di Silveira Pinto subì un duro attacco dalla divisione di Rivera, soffrendo numerose perdite. Dopo lo scontro la divisione portoghese decise di tornare a Montevideo, asserragliandosi nella città.
I portoghesi si videro obbligati a costruire un lungo fossato, sul quale furono attaccati ripetutamente dalle pattuglie orientali, che non permisero loro di uscire dall'accerchiamento. La strategia dei luogotenenti di Artigas complicò i rifornimenti alle truppe di Lecor; queste tentarono diverse sortite, ma furono sempre respinte dagli attacchi portati da Rivera, Lavalleja, Manuel Oribe e Ignacio Oribe.

#### Dissapori tra i capi orientali
Nell'aprile del 1817 Artigas si incontrò più volte con i suoi luogotenenti, dai quali apprese che l'opinione prevalente era quella di trovare un accordo con Buenos Aires per ottenere aiuti contro l'esercito invasore. Il caudillo respinse questa ipotesi, e si ritirò nel suo quartier generale di Purificación dopo aver nominato Fructuoso Rivera comandante della “colonna sinistra” dell'esercito, destinata a operare su Montevideo, mentre la “colonna destra” avrebbe dovuto occupare il centro della campagna sotto il comando di Fernando Otorgués. I principali capi orientali si riunirono per respingere la designazione del giovane Rivera, eleggendo al suo posto Tomás García de Zúñiga; questi rifiutò l'incarico dopo l'arrivo di una missiva di Artigas, nella quale invitava gli autori della sollevazione a prendere atto delle conseguenze. Pur riconfermato dal caudillo al comando della colonna, tuttavia, Rivera decise di abbandonare la sua posizione accusando gli altri comandanti di boicottarlo e di intercettare i fondi a lui destinati.
Il Batallón de Libertos, composto da schiavi di origine africana e comandato da Rufino Bauzá, uno dei capi che si erano espressi per l'accordo con Buenos Aires, abbandonò la guerra; l'unità concordò con i luso-brasiliani di entrare a Montevideo per imbarcarsi verso la sponda meridionale del Río de la Plata, dopo aver rassicurato Lecor che non sarebbe tornata a combattere.
Artigas promosse una consultazione tra la popolazione dei villaggi orientali attraverso i suoi capi militari, dalla quale ottenne pieno appoggio al suo operato. Il 13 novembre inviò a Pueyrredón una lettera che conteneva in pratica la sua dichiarazione di guerra a Buenos Aires.

### 1818

#### Fronte Nord
Il 18 marzo, Francisco das Chagas Santos uscì da San Borja con forze più numerose rispetto a quelle della campagna militare condotta l'anno precedente. Il 31 marzo si scontrò con le forze del comandante generale di Misiones, Andrés Guazurary, coadiuvate da quelle guidate dal capitano di Corrientes, Serapio Rodríguez; dopo 4 giorni di combattimento, la battaglia si risolse con la vittoria portoghese. Dopo aver spedito i prigionieri a San Borja, Chagas distrusse tutto ciò che era rimasto dell'abitato di San Carlos, nel quale si era svolto il confronto.
Allarmato dall'avanzata nemica, Guazurary chiese aiuto al governatore di Corrientes, Juan Bautista Méndez, che pose 600 uomini al comando di Francisco Vedoya con lo scopo di contrastare l'invasione. Vedoya, tuttavia, usò gli uomini che gli erano stati forniti per spodestare lo stesso governatore Méndez e instaurare nella provincia un governo unitario. Con l'appoggio della divisione di Pantaleón Sotelo, Guazurary dirottò il suo esercito su Corrientes e rimise al potere il governatore federalista; il 21 agosto fece il suo ingresso nella città di Corrientes, a piedi e disarmato, in testa alle sue truppe.

#### Fronte centrale
Con il proposito di mettere in atto il piano di Lecor, che prevedeva di arrivare al fiume Uruguay e separare in tal modo l'esercito di Artigas dalle milizie di Entre Ríos, Curado, che comandava l'esercito stazionato nel Rio Grande do Sul, riaprì le ostilità nel febbraio del 1818, avanzando verso sud alla testa di 4000 uomini. In suo aiuto, il 2 maggio penetrò nel fiume Uruguay una squadriglia navale portoghese, comandata da Jacinto Roque de Sena Pereira; l'operazione fu eseguita con l'appoggio del governo di Buenos Aires, che permise il passaggio dell'isola di Martín García.
Mentre le imbarcazioni portoghesi minacciavano Arroyo de la China, Bento Manuel Ribeiro riuscì ad attraversare il fiume Uruguay alla testa di 560 uomini, penetrando in tal modo nel territorio di Entre Ríos e attaccando alle spalle la guarnigione di Gorgonio Aguiar, che controllava il corso d'acqua con alcune batterie d'artiglieria. Riattraversato il fiume, Ribeiro si pose alla caccia di Artigas; Fructuoso Rivera, che aveva il compito di ostacolare l'avanzata dei luso-brasiliani e di rubarne i cavalli, riuscì a respingerlo il 14 giugno in uno scontro minore sul fiume Chapicuy. Nonostante la momentanea battuta d'arresto, ricominciò presto l'inseguimento del caudillo orientale, che aveva abbandonato Purificación. Riuscito finalmente a intercettarlo, Ribeiro lo sorprese il 4 luglio nella battaglia di Queguay Chico; solo l'intervento di Rivera salvò Artigas da un disastro totale, ma non impedì la cattura di numerosi prigionieri.

#### Lo sfaldamento delle forze di Artigas
I principali luogotenenti di Artigas finirono per essere fatti prigionieri. Juan Antonio Lavalleja fu catturato mentre esplorava il terreno con una pattuglia di pochi uomini; vistosi circondato, ordinò di attaccare ugualmente il nemico. L'aneddotica storiografica afferma che quando stava per essere giustiziato sul posto, il comandante portoghese intimò ai suoi soldati di non torcere un capello a una persona così coraggiosa.
Lavalleja fu mandato prigioniero nell'Ilha das Cobras con la moglie. Furono presi prigionieri anche Bernabé Rivera, Manuel Francisco Artigas e Joaquín Suárez. Tomás García de Zúñiga disertò e gli fu data buona accoglienza da Lecor, che lo tenne in gran considerazione.
A quasi due anni dall'inizio dell'invasione, il generale portoghese riuscì finalmente a unire le sue forze con quelle di Curado, consolidando il suo potere a sud del Río Negro e occupando Colonia del Sacramento, i porti del litorale e tutta la zona orientale. Ad Artigas rimase il solo controllo della spopolata porzione settentrionale della Banda Oriental.

### 1819

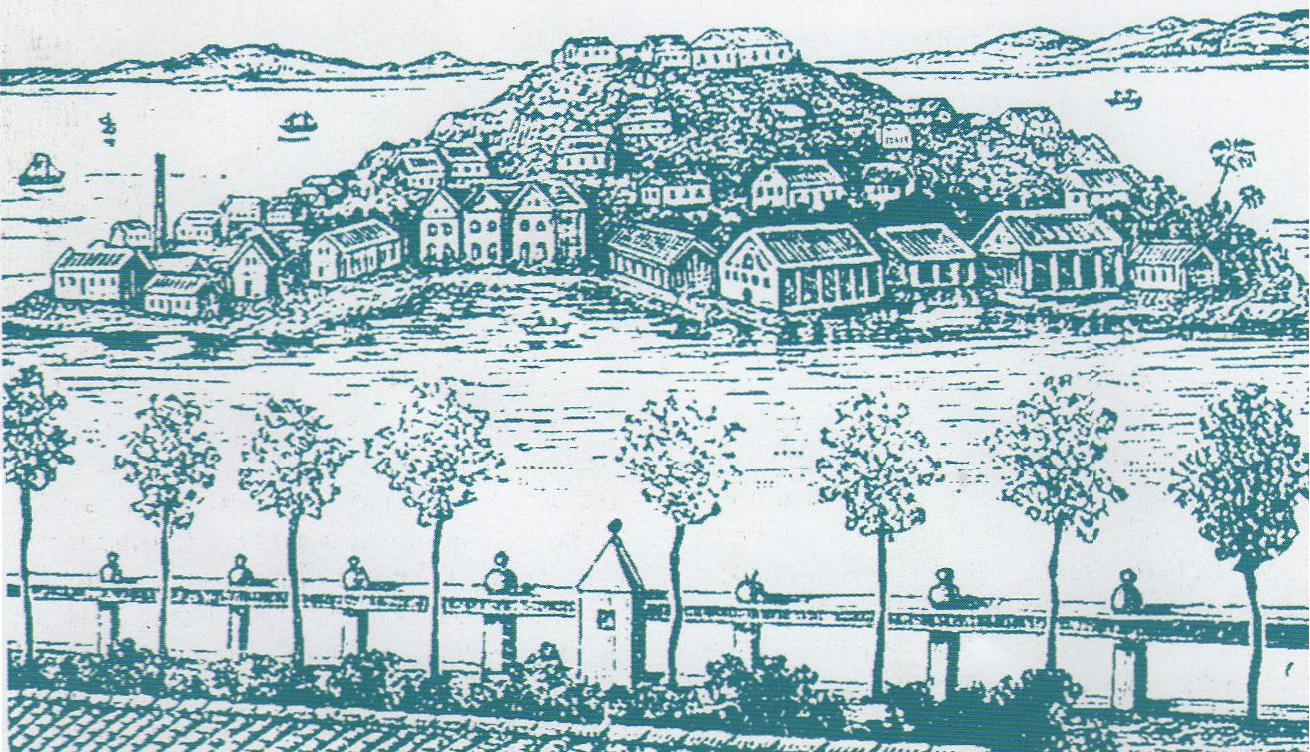
La Ilha das Cobras, nella baia di Guanabara, a sud-ovest di Rio de Janeiro, servì da prigione per gli ufficiali di Artigas catturati.

#### La mediazione di San Martín
Il 1819 iniziò con un tentativo di mediazione da parte di José de San Martín, che, dopo l'attraversamento delle Ande e la liberazione del Cile, era allora il militare di maggior prestigio delle Province Unite del Río de la Plata. Profondamente preoccupato dalla guerra civile tra il Direttorio e le province federaliste e dall'invasione luso-brasiliana, il Libertador, che si trovava in quel periodo a Cuyo, chiese a Bernardo O'Higgins di mediare nel conflitto, e scrisse lettere personali indirizzate a Pueyrredón, al caudillo di Santa Fe, Estanislao López, e allo stesso Artigas. O'Higgins inviò come mediatori Luis de la Cruz e Salvador de Caraveda, con l'incarico di incontrare i tre capi sopra segnalati; il Direttore Supremo, tuttavia, da tempo in guerra con Artigas, rifiutò qualunque accordo. A O'Higgins non rimase che disporre il rientro dei suoi inviati. Le lettere di San Martín ad Artigas e López non raggiunsero mai i destinatari: i mediatori cileni le consegnarono a Manuel Belgrano, che decise di non inviarle.

#### Nuovo progetto di controffensiva
Rinfrancato dai successi delle truppe federali nelle Province Unite, nel 1819 Artigas pianificò una nuova controffensiva. Riunite le forze disperse del capitano Aguiar, integrò il suo esercito con alcuni squadroni formati da indigeni provenienti da Misiones e Corrientes, al comando di Sotelo e del cacicco guaraní Francisco Javier Sití, formando un corpo di 3000 uomini. Nel maggio del 1819 Artigas cercò di ripetere la controffensiva fallita tre anni prima, elaborando un piano audace come il precedente. Guazurary avrebbe dovuto attaccare al nord, attraendo le truppe luso-brasiliane, mentre Artigas, con il grosso dell'esercito, si sarebbe occupato di sfondare il fronte, attaccando di sorpresa il generale Bento Correia de Câmara sul fiume Santa María e puntando su Porto Alegre.
Su disposizione del caudillo orientale, nel marzo del 1819 Guazurary organizzò nuovamente il suo esercito, abbandonando la città di Corrientes alla testa delle truppe di Misiones, coadiuvate da quelle correntine affidate a Sánchez Negrete. Il 25 aprile riuscì ad attraversare il fiume Uruguay con un esercito che contava tra i 1600 e i 2000 uomini, occupando le antiche riduzioni gesuite, esclusa San Borja, e stabilendosi nel villaggio di San Nicolás, dove stabilì il suo quartier generale. Chagas marciò verso di lui e lo attaccò. Guazurary riuscì a respingere i luso-brasiliani e ad inseguirli, nonostante avesse subito un duro bombardamento d'artiglieria. Chagas chiese aiuto ad Abreu e al governatore di Rio Grande, il conte di Figueira, mentre Guazurary trovò enormi difficoltà a comunicare con Artigas nel tentativo di unire le proprie forze a quelle del caudillo.
Lasciata la responsabilità della piazza al capitano Tiraparé, si diresse a sud per incontrare Artigas; non riuscendo nell'intento, e impossibilitato a contattarlo, invertì la marcia, venendo alla fine sorpreso e sconfitto nella battaglia di Itacurubí. Rimasto con soli 7 compagni, qualche giorno più tardi fu intercettato da una pattuglia portoghese; catturato, fu inviato nell'Ilha das Cobras insieme con gli altri capi militari orientali. La sconfitta e la cattura di “Andresito” sancirono il fallimento del piano di Artigas, le cui cause principali erano da attribuire alla sproporzione numerica tra le parti belligeranti e alla differenza di armamento, organizzazione e istruzione. Consapevole della sua situazione, Artigas non ritenne opportuno continuare le azioni pianificate e lasciò le sue truppe divise in varie colonne, al comando dei suoi luogotenenti, prima di ritirarsi sul fiume Uruguay per organizzare una terza controffensiva.
Nel novembre del 1819, Artigas cercò di sfruttare una serie di circostanze favorevoli dovute all'incapacità di movimento dei luso-brasiliani, causata dalla guerriglia orientale; il caudillo si stabilì ad Arerunguá, dove si dedicò a concentrare e disciplinare le sue forze. Nel frattempo Lecor era assediato a Montevideo da Felipe Duarte, al quale Artigas aveva affidato tale compito, mentre Curado era trincerato sul Río Negro e Abreu copriva la frontiera sul fiume Santa María al comando di 600 uomini. Con l'intenzione di colpire il nemico nel suo punto più debole e tagliargli ogni comunicazione, il capo orientale attaccò il 14 dicembre il colonnello Abreu, infliggendogli una completa sconfitta nella battaglia di Santa María; la vittoria però non ebbe conseguenze rilevanti, e i 400 uomini che Pedro González aveva condotto all'inseguimento dei portoghesi furono presto respinti dal generale Bento Correia de Câmara. Passato in inferiorità numerica, Artigas decise di tornare sul torrente Mataojo per raccogliere nuove truppe, lasciando Latorre a presidiare il fiume Tacuarembó Chico.
Il 28 ottobre, nel frattempo, Bento Manuel Ribeiro aveva sconfitto Fructuoso Rivera nella battaglia di Arroyo Grande, ponendo in pratica fine ai combattimenti sul fronte meridionale del conflitto.

### 1820
Il 1820 cominciò con un'altra sconfitta per le truppe orientali: a gennaio Andrés Latorre fu sorpreso e battuto nella valle di Belarmino e costretto a ripiegare nel territorio della Banda Oriental. Latorre montò un accampamento a Tacuarembó, dove rimase in attesa degli ordini di Artigas. Il 22 gennaio fu però attaccato di sorpresa dal conte di Figueira, al comando di 3000 uomini; la battaglia di Tacuarembó fu l'ultimo scontro dell'intero conflitto e pose fine alla resistenza orientale. Artigas riparò ad Entre Ríos, lasciando il solo Rivera a comandare le uniche truppe organizzate presenti all'interno del territorio della Banda Oriental.
Contravvenendo agli ordini del suo comandante, il 3 marzo 1820 Rivera stipulò un armistizio con Bento Manuel Ribeiro nei pressi del torrente Tres Árboles, interrompendo la corrispondenza con il caudillo.

## Sviluppo delle azioni belliche marittime

### Guerra di corsa
Quantunque le truppe di Artigas facessero ricorso alla guerra navale, come nel caso delle feluche Sabeyro e Valiente, entrate in azione alla metà del 1816, questa fu considerata uno strumento per appoggiare dai fiumi i movimenti delle truppe di terra. Un anno dopo, queste e altre navi si sarebbero spinte a Rio de Janeiro e, salendo ancora, avrebbero minacciato le coste di Bahia, Pernambuco, Ceará e Maranhão, provocando allarme e innescando una serie di reazioni che però non riuscirono a fermare i corsari.
Nel 1816 Artigas entrò in contatto con Thomas Lloyd Halsey, console degli Stati Uniti d'America a Buenos Aires e imprenditore, che utilizzò la guerra di corsa come mezzo politico e opportunità d'affari; Halsey ebbe l'appoggio del suo governo, che simpatizzava con la rivoluzione di Artigas. Nell'incontro tra i due uomini, tenutosi a Purificación, il caudillo evitò l'ingerenza diretta di uno stato straniero rifiutando le squadre di mercenari statunitensi offerte da Halsey e riuscì ad estendere lo scontro dal Río de la Plata ai mari del mondo. Il console partì per Baltimora con le patenti di corsa e una lettera di Artigas al presidente James Monroe.
Il comandante orientale elaborò un'ordinanza in 18 punti nella quale regolamentò la guerra di corsa. Le patenti erano costituite da tre documenti: una patente di navigazione nella quale si individuava l'imbarcazione e la sua nazionalità, una patente di corsa che autorizzava l'attacco alle navi nemiche e una patente ufficiale di cattura nella quale si autorizzava ogni ufficiale della nave corsara a prendersi cura della sicurezza delle imbarcazioni catturate e a condurle in un porto situato in territorio amico o neutrale. Dopo l'incontro tra Artigas e Halsey iniziò una febbrile attività corsara, provocata dalle patenti in bianco che il console fece giungere a Baltimora e in altri porti degli Stati Uniti. Fino al 1821, con Artigas già sconfitto ed esiliato in Paraguay, Halsey continuò a consegnare tali documenti, arrivando anche ad operare come armatore di alcune spedizioni.
La strategia navale di Artigas consisteva nel cercare di bloccare il porto di Buenos Aires, impedendo l'arrivo delle navi commerciali europee, e di promuovere il saccheggio delle imbarcazioni portoghesi e spagnole; allo stesso modo sperò con questi mezzi di giungere all'opinione pubblica mondiale e interessarla alla situazione rioplatense. La strategia però portò anche conflitti con interessi imperiali europei, dibattimenti giudiziari nelle corti del Maryland, reclami da parte delle nazioni che si sentivano danneggiate e cause intentate dai capitani corsari, che si protrassero a volte fin dopo l'indipendenza dell'Uruguay. Le campagne corsare si rivelarono sorprendentemente cospicue: 50 tra golette e brigantini riuscirono a catturare più di 200 imbarcazioni nemiche di fronte alle coste di Brasile, Africa, Antille, Madagascar, Spagna e Portogallo.
Pedro Campbell, un irlandese che era arrivato con le invasioni britanniche tra le file delle truppe d'occupazione, finì per combattere nella regione in qualità di marinaio votato all'indipendenza orientale; nel 1816, Artigas gli diede l'incarico di intercettare e catturare nel Paraná le decine di imbarcazioni dirette a Buenos Aires, provocando gravi danni al commercio della città. L'azione però non ebbe in questo periodo conseguenze pesanti per il governo portoghese. Le imbarcazioni dei corsari erano di scarso tonnellaggio e il teatro delle operazioni era limitato nel Río de la Plata a un'area relativamente ridotta compresa tra Buenos Aires e Maldonado; la strategia bellica era inoltre limitata dal fatto che Pueyrredón fece esercitare una severa custodia alle navi portoghesi dirette a Buenos Aires.
Nel 1817, con le truppe di Artigas in severa difficoltà e i luso-brasiliani diretti verso i principali porti dell'area, la presenza dei corsari cominciò a farsi più massiccia. La maggior parte dei capitani che decisero di issare la bandiera tricolore di Artigas era di origine anglosassone; uno di essi, John Daniels, partito da Baltimora a bordo della goletta Irresistible, riuscì a catturare 29 navi in 14 mesi, guadagnando una fortuna.

### I fronti di combattimento

#### Fiume Uruguay
Allo scopo di garantire la difesa delle province federaliste alleate e nel contempo fornire appoggio all'offensiva contro le Misiones Orientales, Artigas fece allestire nell'alto Uruguay una flottiglia che affidò al comando di Justo Yegros. Questa squadra navale permise nel 1816 il ripiegamento di Pantaleón Sotelo sulla sponda destra del fiume e diede aiuto ad Andrés Guazurary bombardando le difese di São Borja quando il caudillo indigeno attaccò il quartier generale di Chagas.
Nella previsione che i luso-brasiliani tentassero di risalire il fiume, il comandante orientale aveva fatto costruire due serie di batterie a sbarrare il passaggio: una poco a sud di Paysandú e l'altra alla confluenza del torrente Perucho Verna, affidata al comando di Gorgonio Aguiar. A completare lo sbarramento aveva allestito un'ulteriore flottiglia di 14 imbarcazioni, tra le quali figurava una cannoniera. Il 12 marzo 1818 la flotta dell'ammiraglio portoghese Sena Pereira, che aveva risalito il fiume dopo essere partita da Montevideo, riuscì a distruggere il primo sbarramento; entrata in contatto con la divisione di Bento Manuel Ribeiro, aiutò quest'ultimo ad invadere il territorio di Entre Ríos e a mettere fuori uso l'intero sistema difensivo. La flottiglia orientale dell'alto corso dell'Uruguay fu dissolta lo stesso anno a seguito della caduta in mani nemiche delle proprie basi operative.

#### Fiume Paraná
Nel fiume Paraná, Artigas aveva da tempo allestito una squadriglia al comando del capitano francese Luis Lanche per impedire alle truppe di Buenos Aires di penetrare nelle province aderenti alla Liga Federal. Dopo l'arresto di Lanche, nel 1818 una nuova squadriglia navale, comandata da Pedro Campbell, fece base a Corrientes per impedire un'eventuale invasione dal Paraguay, eventualmente favorita dal governo di Buenos Aires; altro compito affidato alla squadra navale era quello di impedire i commerci di Buenos Aires e di sequestrare tutte le imbarcazioni provenienti dal suo porto. Negli ultimi mesi dello stesso anno, con Artigas in seria difficoltà, Campbell continuò a combattere nel Paraná contro le truppe inviate dal Direttorio di Buenos Aires, ottenendo qualche vittoria.

#### Río de la Plata
Al verificarsi dell'invasione luso-brasiliana, Artigas diede inizio alla guerra di corsa con l'obbiettivo di ostacolare il commercio portoghese in tutta la zona. La prima base navale fu posta a Colonia del Sacramento, da dove era facile controllare l'arrivo di navi commerciali a Buenos Aires, Tra il 1816 e il 1817 i corsari di Colonia catturarono tre mercantili portoghesi; l'ultima di queste catture motivò la rappresaglia di Lecor attraverso una serie di spedizioni e una vigilanza continua nell'estuario. Nel 1818 il comandante dell'esercito invasore dispose che buona parte della flotta presente a Montevideo bloccasse il porto di Colonia, annullando le operazioni delle navi corsare; a marzo dello stesso anno la città cadde in mano portoghese.

#### Oceano Atlantico
Impossibilitato ad armare imbarcazioni a Colonia del Sacramento e a Montevideo, dopo il 1818 Artigas ricorse alle sue relazioni con gli Stati Uniti d'America per utilizzare i porti lì presenti, in particolare quello di Baltimora. Nel corso dell'anno aumentò la presenza dei corsari autorizzati dal caudillo orientale nell'Oceano Atlantico, continuando a crescere nei due anni successivi; i commerci portoghesi e spagnoli soffrirono perdite cospicue, a tal punto che l'Inghilterra smise di accettare assicurazioni sulla merce portoghese che non fosse trasportata da imbarcazioni militari. Il Portogallo fu costretto a utilizzare il sistema dei convogli per scortare i propri mercantili con navi da guerra. Nel 1819 una flotta che si riconosceva in Artigas bloccò i porti brasiliani a nord di Rio de Janeiro; la sua attività paralizzò in pratica i commerci tra il Portogallo e il nord del Brasile, al punto che il governatore di Pernambuco dichiarò che i corsari minacciavano di lasciarlo senza più alcuna nave.

## Conseguenze

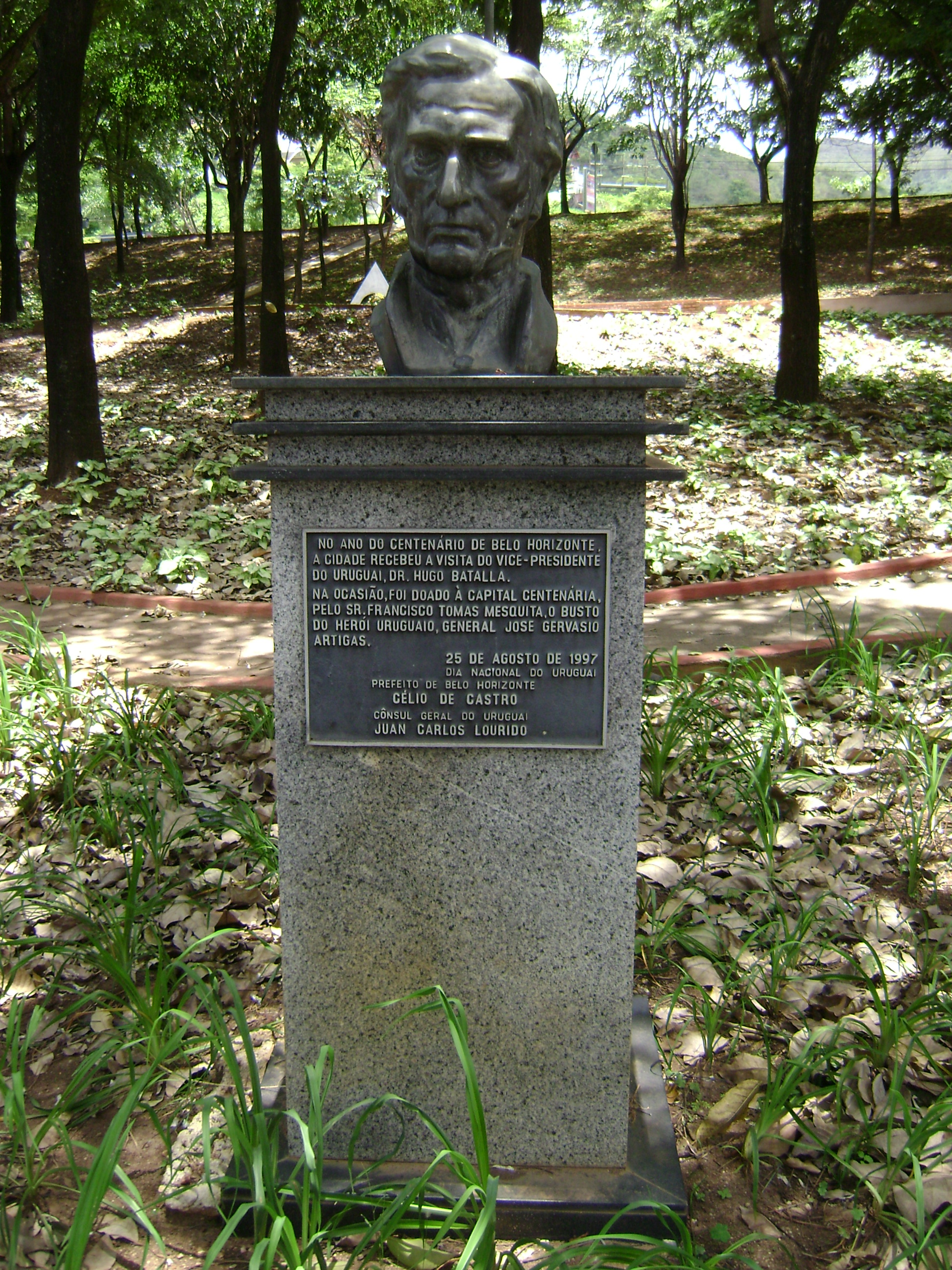
Busto di José Gervasio Artigas a Belo Horizonte.

Alla fine dell'invasione luso-brasiliana almeno 4000 orientali (il 6% della popolazione) erano morti in tre anni e mezzo di resistenza. Artigas si diresse sulla sponda occidentale del fiume Uruguay, accompagnato da 300 cavalieri. Nel frattempo, i caudillos federali Francisco Ramírez ed Estanislao López, seguendo gli ordini di Artigas, avanzarono su Buenos Aires e il 2 febbraio 1820 sconfissero l'ultimo Direttore Supremo, José Rondeau, nella battaglia di Cepeda. Dopo la disastrosa sconfitta, Rondeau fu costretto a dimettersi e Manuel de Sarratea gli successe al governo di Buenos Aires.
Sarratea si incontrò a Pilar, a 5 leghe dalla città, con i vincitori e, dopo un breve negoziato, firmò il 26 febbraio 1820 un accordo tra le province di Santa Fe, Provincia di Entre Ríos e Buenos Aires nel quale si stabilivano la pace e l'introduzione del federalismo, conosciuto come trattato del Pilar. Si deliberò che nello spazio di due mesi si sarebbe riunita un'assemblea di deputati delle tre province, invitando a partecipare anche le altre, per costituire un governo centrale al quale sarebbe toccato il compito di instaurare un sistema federale. Fu approvata un'amnistia e si decretò la libera navigazione dei fiumi Paraná e Uruguay; le autorità del regime caduto avrebbero dovuto affrontare il giudizio di un tribunale opportunamente designato. Riguardo alla Provincia Orientale, invasa e occupata, si stabilì soltanto che di fronte alla minaccia di una potenza straniera, che occupava una provincia alleata, i governi di Santa Fe ed Entre Ríos avrebbero ricevuto da Buenos Aires aiuti adeguati a resistere ad ogni eventualità.
Non fu dichiarata la guerra al Portogallo, come avrebbe voluto Artigas. Si definì la Provincia Orientale semplicemente “alleata”, negandole il ruolo di membro della nuova entità politica, e non fu riconosciuto al caudillo orientale il titolo di “Protettore dei Popoli Liberi”, confinandone il potere alla sua sola provincia. L'unità del movimento federale, al momento del trionfo, risultò irrimediabilmente spezzata.
Il trattato del Pilar, che per Artigas fu una cospirazione con i nemici dei “popoli liberi” imbastita per attaccare l'uomo che essi avevano scelto per proteggersi, originò una guerra contro Ramírez e un patto con le province di Corrientes e Misiones. Ramírez sconfisse il piccolo esercito di Artigas in una successione di scontri tra il giugno e l'agosto del 1820; il caudillo orientale partì infine per l'esilio in Paraguay, ponendo fine a un ciclo storico durato un decennio.
Nel frattempo, la totalità del territorio della Banda Oriental rimase nelle mani dei luso-brasiliani, e, con il nome di “Provincia Cisplatina”, si convertì in una divisione amministrativa del Regno Unito di Portogallo, Brasile e Algarve. Quando, nel 1820, Giovanni VI decise di tornare con la famiglia e la corte a Lisbona a causa dell'insorgere di alcuni movimenti liberali in Portogallo, il figlio maggiore del re ed erede al trono, Pietro di Braganza, rimase a Rio de Janeiro in qualità di reggente; intelligente e ambizioso, si legò ai latifondisti brasiliani e si pose a capo di una cospirazione indipendentista.
Quando il padre, nel 1822, allarmato dall'indipendenza della politica di Pietro rispetto alle disposizioni che provenivano da Lisbona, ordinò al figlio di tornare in Europa, quest'ultimo rifiutò, e proclamò al senato brasiliano le parole Eu fico (“io resto qui”). Il 7 settembre Pietro, mentre si trovava sulle sponde del torrente Ipiranga, ricevette una lettera dal re nella quale questi dichiarava nullo il rifiuto a raggiungerlo e gli poneva un ultimatum; il principe ereditario, in quello che fu in seguito chiamato “urlo dell'Ipiranga” (Grito do Ipiranga in portoghese), proclamò infine l'indipendenza del Brasile. Le truppe dei Voluntarios Reais do Principe, generalmente di origine portoghese, accolsero con riluttanza le decisioni di Pietro I; il conflitto armato, tuttavia, non scoppiò, e le divisioni portoghesi tornarono al loro luogo d'origine.
La Provincia Cisplatina si trasformò in un territorio del nascente Impero del Brasile, all'interno del quale però non rimase a lungo; nel 1825, un movimento indipendentista guidato da Juan Antonio Lavalleja, chiamato Cruzada Libertadora (in italiano “crociata liberatrice”), pose fine all'occupazione brasiliana; dopo che gli orientali ebbero proclamato la loro indipendenza dal Brasile e l'annessione alle Province Unite del Río de la Plata, l'imperatore rispose dichiarando guerra. La guerra argentino-brasiliana durò 3 anni e si concluse con una mediazione britannica da parte di Lord Ponsonby, che sancì la totale indipendenza nel 1828 della Banda Oriental, sia dal Brasile che dalle Province Unite, con il nome di Stato Orientale dell'Uruguay.